# Orčić
Orčić je hrvatska plemićka obitelj iz Bačke.
Plemstvo je dobila 15. veljače 1776., a na temelju potvrde Zagrebačke županije.  Plemstvo su dobili Subotičani Jure i Matija Orčić, potomci te stare hrvatske plemićke obitelji. Tom su potvrdom proglašeni za plemiće i u Bačkoj županiji.
Time hrvatska obitelj Orčić u Bačkoj spada u treću skupinu hrvatskog plemstva u Bačkoj. To su obitelji koje su plemstvo zadobile tijekom 1700-tih.
Broj pripadnika ove obitelji koje su nosili plemićki status vremenom je narastao. Potomstvo ovog plemstva živi u Đurđinu, Subotici, Zagrebu i dr.